# Andreas Lembke
Andreas Lembke (* 22. Januar 1911 in Bannesdorf auf Fehmarn; † 14. Mai 2002 in Eutin) war ein deutscher Mikrobiologe und Hochschullehrer.

## Leben
Andreas Lembke studierte Biologie an der Christian-Albrechts-Universität zu Kiel, wo er Mitglied des Corps Alemannia wurde. Nachdem er 1933 im Fach Biologie zum Dr. phil. promoviert worden war, wechselte er als wissenschaftlicher Assistent für Biologie an die Westfälische Wilhelms-Universität Münster. 1935 kehrte er als Oberassistent für Mikrobiologie im Hygienischen Institut der Medizinischen Fakultät nach Kiel zurück. 1938 wurde er zum Direktor des Bakteriologischen Instituts der späteren Bundesanstalt für Milchforschung, das er bis 1975 leitete. Nach seiner Habilitation in Mikrobiologie 1939 wurde er zudem Privatdozent für Mikrobiologie am Hygienischen Institut der Medizinischen Fakultät der Kieler Universität. 1942 wurde er zum Dr. med. promoviert. 1943 habilitierte er sich in Medizin. 1944 wurde er außerdem Direktor und wissenschaftliches Mitglied des Instituts für Virusforschung und experimentelle Medizin in Sielbeck bei Eutin, dem er bis 1985 vorstand. 1945 lehrte er als außerplanmäßiger Professor Ernährungsphysiologie, Mikrobiologie und Virusforschung, von 1953 bis 1965 als Privatdozent Virusforschung und Mikrobiologie und von 1965 bis 1975 als außerplanmäßiger Professor Mikrobiologie, Virusforschung und Ernährungsphysiologie am Hygienischen Institut der Medizinischen Fakultät in Kiel.
Wissenschaftliche Schwerpunkte der Arbeit von Lembke waren Bakteriologie, Parasitologie, Virusforschung, Immunbiologie, Serologie und Ernährungswissenschaft. Er war der Verfasser zahlreicher wissenschaftlicher Aufsätze. Von 1938 bis 1975 war er Mitherausgeber der Kieler Milchwissenschaftlichen Forschungsberichte und von 1964 bis 1975 der Zeitschrift Milchwissenschaft – Milk Science International: Zeitschrift für Ernährungsforschung und Lebensmittelwissenschaft.

## Auszeichnungen
- Hermann-Weigmann-Medaille in Gold
- Bundesverdienstkreuz 1. Klasse, 1969
- Österreichisches Ehrenkreuz für Wissenschaft und Kunst I. Klasse, 1986

## Schriften
- Biologische Untersuchungen über Sauermilchquark mit besonderer Berücksichtigung der Oosporagruppe, 1933
- Studie über die Beteiligung von Mikroben an Abbauvorgängen, die sich bei der Behandlung von Molkereiabwässern in einer Faulkammeranlage abspielen, 1939
- Die Wirkung ultravioletter Strahlen auf pathogene Schimmelpilze, 1942
- Mikrobiologische Grundlagen der Milchwirtschaft, 1947
- Erkenntnisse über Zusammenhänge zwischen Herz/Kreislauferkrankungen und dem Verzehr von Milch, insbesondere von Milchfett, 1969
- Die Bedeutung der Ernährung für die Erhaltung der Leistungsfähigkeit und der Gesundheit, 1969